# Новомуллакаево
Новомуллакаево (баш. Яңы Муллаҡай) — село в Караидельском районе Башкортостана, административный центр Новомуллакаевского сельсовета.

## История
Деревня возникла между 1870 и 1895 годами. В 1896 г. она состояла из 25 дворов, где проживало 155 башкир из Балыкчинского рода.
В конце XIX века была известна как Муллакаевский Хутор. В то время в деревне были три бакалейные лавки, хлебозапасный магазин. В 1901 г. появилась мечеть.
До 1965 года в составе Аскинского района БАССР.

## Население
| 2002 | 2009 | 2010 |
| ---- | ---- | ---- |
| 546  | ↘493 | ↘483 |

## Географическое положение
До образования Павловского водохранилища располагалось на левом берегу реки Уфа, затем было перемещёно на нынешнее место расположения.
Село расположено на слиянии рек Сарс, Тюй и Уфы.
Расстояние до:
- районного центра (Караидель): 21 км,
- ближайшей ж/д станции (Щучье Озеро): 170 км.

## Экономика
- Верхне-Уфимский сплав-участок (обанкрочен). В своё время было мощное предприятие с объёмами около 600 тыс. м3 древесины за сезон;
- Тарный цех (обанкрочен);
- Мелкий бизнес (в основном производство лесоматериалов), торговля.

## Учебные заведения
Новомуллакаевская основная общеобразовательная школа.